# Lodovico Birago

Stemma dei Birago

Lodovico Birago (Milano, 1509 – Saluzzo, 1572) è stato un condottiero italiano, naturalizzato francese nel 1564; signore di Ottobiano.

## Biografia
Figlio di Cesare Birago (Cesare da Birago), Lodovico fu membri di una grande famiglia milanese acquisita dai re di Francia. Era il fratello maggiore di Carlo Birago e cugino di René de Birague. 
Dopo aver fatto il suo debutto sotto il comando di Giovanni delle Bande Nere (morto nel 1526), divenne tenente colonnello al servizio di suo cognato, Marcantonio Cusani, tra le truppe che occuparono il Piemonte in nome del re Francesco I di Francia. Cusani venne ucciso da un colpo di archibugio nel corso di uno scontro contro gli imperiali (1536). Lodovico rimpiazzò Cusani togliendo loro nove bandiere e il re lo ricompensò nominandolo colonnello.
Successivamente, continuò a servire la Francia sotto gli ordini del maresciallo Carlo I di Cossé. Quest'ultimo teneva in grande considerazione Lodovico e spesso usava il suo consiglio. Colonnello generale della fanteria italiana dal novembre 1554, Lodovico partecipò, al fianco di François Gouffier, in difesa di Santhià, assediata dal Duca d'Alba (1555). Nel settembre dello stesso anno, Enrico II lo nominò cavaliere dell'Ordine di San Michele. A novembre, Lodovico represse fermamente un tentativo di rivolta delle bande italiane contro il pagamento dei loro arretrati.
Nell'ottobre 1556 Lodovico Birago venne posto a capo di un corpo d'armata di più di dodicimila uomini (soldati e miliziani del Piemonte francese e svizzeri), riprendendo agli imperiali Gattinara. Dopo questa vittoria, prese anche Vignale. 
Già governatore di Chivasso dal 1547, venne nominato governatore di Santhià nel 1557 e poi del marchesato di Saluzzo il 20 agosto 1559. L'8 settembre 1558 ricevette la nomina di maresciallo di campo-generale, che conservò fino ai trattati di Cateau-Cambresis (aprile 1559).
Nel luglio 1562 o gennaio 1563, fu nominato luogotenente generale del governo piemontese, carica che mantenne fino alla sua morte nel 1572.
Celibe, Lodovico Birago aveva un figlio naturale, Carlo (circa 1540-1587), detto capitano Sacremore, vicino ai Guisa e, più in particolare, a Carlo di Mayenne. Secondo alcune fonti, Sacremore era nipote e non figlio di Lodovico.